# Henricia pumila
Henricia pumila är en sjöstjärneart som beskrevs av Eernisse, Strathmann och Strathmann 20. Henricia pumila ingår i släktet Henricia och familjen krullsjöstjärnor. Inga underarter finns listade i Catalogue of Life.